# The Divine Feminine
Albums de Mac Miller
GO:OD AM
(2015) Swimming
(2018)
Singles
1. Dang!
Sortie : 28 juillet 2016
2. We
Sortie : 19 août 2016
3. My Favorite Part
Sortie : 9 septembre 2016

The Divine Feminine est le quatrième album studio du rappeur américain Mac Miller. Il est sorti le 16 septembre 2016, chez Warner Bros. Records et REMember Music. Plusieurs artistes tels que Kendrick Lamar, Anderson .Paak, Ty Dolla Sign et Ariana Grande ont pris part au projet.
Mac Miller en extrait trois singles: Dang! en collaboration avec Anderson .Paak, We avec Cee Lo Green et My Favorite Part en compagnie d'Ariana Grande. Il reçoit globalement des critiques positives et atteint la deuxième place du Billboard 200.

## Origine et signification
Selon Mac Miller, le sujet de l'album n'est pas l'amour en ce qu'il a de romantique, mais plutôt ce qu'il a pu apprendre des femmes au cours de sa vie et ce que ces expériences représentent dans sa vie. 

## Singles
Dang!, le premier single extrait de l'album, sort le 28 juillet 2016. La chanson contient l'apparition de l'artiste Anderson .Paak et est produite par Pomo. Le clip de la chanson sort quant à lui le 2 août 2016. 
Le deuxième single intitulé We est disponible le 19 août 2016. Il s'agit encore une fois d'une collaboration avec CeeLo Green, produite par Frank Dukes et Kaan Gunesberk.
Le troisième et dernier single s'intitule My Favorite Part et sort le 9 septembre 2016. C'est un duo avec la chanteuse Ariana Grande produit par MusicManTy.

## Liste des titres
| No  | Titre                                               | Auteur | Producteur(s)                       | Durée |
| --- | --------------------------------------------------- | --- | ----------------------------------- | ----- |
| 1.  | Congratulations (featuring Bilal)                   | - Malcolm McCormick - Bilal Oliver - Aja Grant                                                                 | Grant                               | 4:16  |
| 2.  | Dang! (featuring Anderson .Paak)                    | - McCormick - David Pimentel - Brandon Anderson                                                                | Pomo                                | 5:05  |
| 3.  | Stay                                                | - McCormick - Keyon Harrold - A. Gould - W. James - Adam Feeney - Eric Dan - Jeremy Kulousek - Zachary Vaughan | - Frank Dukes - I.D. Labs           | 5:26  |
| 4.  | Skin                                                | - McCormick - Christian Berishaj - Larry Sheffrey - Vic Wainstein                                              | - JMSN - Garcia Bros.               | 4:48  |
| 5.  | Cinderella (featuring Ty Dolla Sign)                | - McCormick - Jeff Gitelman - Santos Colón - Dacoury Natche - Tyrone Griffin, Jr.                              | - DJ Dahi - Gitty - Colón           | 8:00  |
| 6.  | Planet God Damn (featuring Njomza)                  | - McCormick - Feeney - Grant - Kaan Gunesberk - Njomza Vitia - Anderson Hernandez                              | - Vinylz - Frank Dukes - Grant      | 3:12  |
| 7.  | Soulmate                                            | - McCormick - Dan - Kulousek - Vaughan - Nikolai Hamedi - Damon Riddick                                        | - Dâm-Funk - MisterNeek - I.D. Labs | 4:33  |
| 8.  | We (featuring CeeLo Green)                          | - McCormick - Feeney - Thomas Callaway - Stephen Bruner                                                        | Frank Dukes                         | 5:19  |
| 9.  | My Favorite Part (featuring Ariana Grande)          | - McCormick - Tyrone Johnson - Ariana Grande                                                                   | MusicManTy                          | 3:36  |
| 10. | God Is Fair, Sexy, Nasty (featuring Kendrick Lamar) | - McCormick - Donte Perkins - Kendrick Duckworth - Grant - Jeremy Rose - Robert Glasper                        | - Tae Beast - Grant                 | 8:21  |